# 세포질 유동
세포질 유동(細胞質流動, 영어: cytoplasmic streaming) 또는 원형질 유동(原形質流動, 영어: cytoplasmic streaming, cyclosis)은 세포질 내의 유동을 의미한다.

## 개요
식물 세포나 점균류의 변형체, 또는 원생 동물인 아메바 등의 세포질 내부에는 여러 가지 운동을 볼 수 있다. 이들 운동은 원형질 유동이라 하는데, 세포의 생활 활동의 표시이며, ATP 등의 에너지를 사용하여 일어난다. 그런 점에서 물분자 운동에 근거한 이른바 브라운 운동(액체 또는 기체 속에 부유하는 매우 작은 고체 입자가 하는 불규칙한 운동을 말한다. 식물학자 브라운이 1827년 수면에 떠 있는 꽃가루 입자의 불규칙한 운동을 관찰한 것이 그 시초이다).
원형질 유동에는 어떤 방향성이 있어 세포막을 따라 흐르는 운동이나 부분적으로 순환하는 운동(자주달개비 수꽃술의 털세포) 외에 일단 정지하여 그 반대 방향으로 흐르는 듯한 운동(변형체의 왕복 운동)도 있다. 어느 경우든 유동하는 것은 졸 부분인데, 방향을 결정하거나 운동을 일으키는 구조에는 세포막이나 핵·엽록체 등의 겔 부분이 관계한다. 아메바 운동에서는 바깥쪽(주변부)의 겔과 안쪽의 졸이 상호 변화를 수반한다. 이와 같이 원형질 유동은 원형질 내의 물질 수송 외에 세포 자신의 이동에도 도움을 주는 경우가 있다.

## 같이 보기
- 세포질